# Robert Francis (chanteur)
Pour les articles homonymes, voir Robert Francis et Francis.
Robert Francis est un guitariste et chanteur américain, né le 25 septembre 1987 à Los Angeles, en Californie.

## Biographie
Robert Francis passe son enfance entouré de musique et ses sœurs Carla et Juliette lui donnent l'envie d'écouter du rock 'n' roll.
Vers l'âge de 7 ans, après quelques années de piano, la mère de Robert l'encourage à se mettre à la guitare afin qu'il puisse jouer les chansons traditionnelles qu'elle chantait avec ses huit sœurs dans son enfance.
À l'âge de 9 ans, Robert reçoit sa première guitare de la part de Ry Cooder, ami de la famille.
Robert se souvient d'ailleurs que la bande son du film Paris, Texas (1984, Wim Wenders), composée par Cooder l'a beaucoup inspiré et lui a donné l'envie, dès l'âge de 10 ans, de quitter l'école pour pouvoir voyager.
Vers l'âge de 16 ans, Robert décide que l'école n'est pas faite pour lui et quitte ses études. Il passe un peu plus d'un an à vivre dangereusement jusqu'à sa rencontre avec une fille qui change sa vie. Une relation tumultueuse (drogues, alcool, et maladie [une double-pneumonie]) qui durera quelques années et lui donnera le goût de l'écriture. Il réalise alors qu'il peut composer des chansons en réelle corrélation avec ce qu'il ressent.
Il prend également quelques cours de guitare (3 ou 4 sessions environ entre 3 et 4 heures) avec John Frusciante.
Résultat ? Un premier album, One By One, qu'il enregistre dans le studio d'un ami et qui sort en août 2007 sous le label Aeronaut Records.
Les ventes de cet album n'atteignent pas des sommets, mais elles lui permettent de récolter de bonnes critiques le comparant par exemple à Townes Van Zandt, Bruce Springsteen, Steve Earle ou encore Neil Young.
Prodige musical, Robert sait jouer de multiples instruments, et enregistre seul la batterie, le banjo, la basse, le piano, la mandoline et la guitare sur ce premier album. On y trouve notamment les chansons One by One et Little girl.
En 2006, il participe au projet de Pete Yorn et Scarlett Johansson pour l'album Break Up (sortie en 2009). Il y joue le banjo, la basse, la guitare électrique.
Les bonnes critiques de son premier album l'amènent à signer chez Atlantic Records pour l'enregistrement de son deuxième album : Before Nightfall. Écrit durant l'été 2008 et enregistré en mars 2009, Before Nightfall reflète l'état d'esprit d'alors de Robert. Ses chansons l'élèvent et il veut que son public se sente heureux en écoutant l'album. Il espère d'ailleurs que son public s'identifie à ses chansons pour que, malgré les aléas de la vie, peu importe les obstacles, tout finisse par s'arranger.
Junebug, issu de son dernier album, est la chanson avec laquelle Robert Francis se fait connaître en France. Sur les ondes depuis décembre 2009, la sortie officielle de l'album Before Nightfall est prévue en France pour le 1er mars 2010. Robert est de retour pour son premier concert en public, le 8 mars 2010 à La Maroquinerie à Paris.
Début mars 2012, il annonce la date de sortie de son prochain album Strangers in the First Place pour le 22 mai 2012, avec un premier extrait (non-annoncé officiellement comme premier single) Some things Never Changes. 
Robert Francis revient en avril 2014 avec son nouvel album Heaven, signé sur le label Membran. L'album est enregistré avec le groupe The Night Tide.

## Historique Promotion en France
Le 11 novembre 2009, il donne son premier concert en France à Paris, à L'Étage. En avril 2010, il fait la première partie du groupe The John Butler Trio lors de leurs dates en France.

## Discographie

### Albums studio

#### 2017 - Indian Summer (03.11.2017)
01 - The Brand (2:45) 
02 - Burn Out (3:22) 
03 - Goldwing (4:37) 
04 - Unspoken Rule (4:45) 
05 - This Old House (3:38) 
06 - Forgiveness Is A Destination (3:55) 
07 - The Magic (3:15) 
08 - Modoc County (4:13) 
09 - Joseph Campau (4:10)
10 - Dark Windows (4:29) 
11 - Shots Ring Out (4:15) 
12 - Indian Summer (3:32) 
13 - Flatlining (2:45)

#### 2020 - Amaretto (01.05.2020)
01 - Other Side Of Heaven (4:22) 
02 - How Long (4:37)
03 - Amaretto (3:35) 
04 - The Way I Know How (4:25) 
05 - Mendocino (3:38) 
06 - Dreaming Man (3:59) 
07 - First Time (3:24) 
08 - Snakes In The Grass (3:36) 
09 - Country Bar (3:51) 
10 - Other Side Of Heaven (Terry Evans And Ry Cooder Version) (3:57) 
11 - Bad Evidence (4:29)

#### 2020 - The End Times, Vol. 1 (19.06.2020)
01 - Somewhere Trains 
02 - Paradise 
03 - Boy Like That (3:31) 
04 - Coast (4:10) 
05 - Copy Comic 
06 - Built To Last 
07 - Down The Line 
08 - What It's Like 
09 - Loose Conditions 
10 - House Cat